# Хеуэр, Вальтер
Вальтер Петрович Хеуэр (эст. Valter Heuer; 14 июля 1928, Тарту — 2 марта 2006) — эстонский, ранее советский, шахматист, шахматный литератор. Мастер спорта СССР (1961) — в 1960 выиграл квалификационный матч у Г. Фридштейна — 7½ : 1½ (+6 −0 =3).
Успешно выступал в чемпионате Эстонской ССР: 1976 — 1-е, 1962 — 2-е место, 1961 — 3-е место. Участник матчей Эстонская ССР — Финляндия.
В состав Эстонской ССР участник 5-и чемпионатов СССР между командами союзных республик (1953—1955, 1962—1963, 1975). В чемпионате 1955 года выиграл бронзовую медаль в индивидуальном зачёте (выступал на 5-й доске).
Автор ряда книг. Лауреат Литературной премии Эстонской ССР имени Юхана Смуула (1978).

## Книги
- Meie Keres. Tallinn: Eesti Raamat, 1977. (Наш Керес, на эстонском языке).
- Пауль Керес. Москва: Олимпия Press, 2004. 461, [1] с. (Классики шахматного мира). ISBN 5-94229-023-9.